# Higham Gobion Castle
Higham Gobion Castle ist eine abgegangene Burg aus dem 11. Jahrhundert im Dorf Higham Gobion, das heute zur Gemeinde Shillington in der englischen Verwaltungseinheit Central Bedfordshire gehört.
Die Burg war eine hölzerne Motte, die die Familie Gobion, nach der Burg und Dorf benannt wurden, bald nach der normannischen Eroberung Englands 1066 errichten ließ. Die Burg stand auf Marschland und bedeckte eine große, dreieckige Fläche. Ein kleiner Mound lag innerhalb des Dreiecks und das Gelände war durch eine feste Ringmauer geschützt.
5 Kilometer entfernt lag Pirton Castle und 22 Kilometer nördlich Bedford Castle.
Von der Anlage sind heute nur noch Erdwerke erhalten. In der Nähe wurden römische Hinterlassenschaften, wie Münzen, Mühlsteine und Begräbnisurnen gefunden.